# Transmission Voie-Machine

Het blokmarkeringsbord markeert het begin van een blok

Transmission Voie-Machine (TVM) is een Frans treinbeïnvloedingssysteem voor hogesnelheidslijnen. Het wordt gebruikt op de Franse hogesnelheidslijnen, de Britse hogesnelheidslijn CTRL en op de Belgische HSL 1. TVM is ontwikkeld door CSEE Transport (Compagnie des Signaux). De eerste versie, TVM 300, is geschikt voor snelheden tot 300 km/h. De opvolger TVM 430 kan eventueel ook hogere snelheden toestaan en heeft tussen de 0 en 300 km/h meer snelheidstrappen. TVM 300 is geïnstalleerd op de LGV Paris-Sud Est en de LGV Atlantique. Op de LGV Nord en de Belgische HSL 1 is TVM 430 geïnstalleerd.  

## De techniek
De snelheidsbewaking werkt met gecodeerde spoorstroomlopen, waarmee informatie naar de treinen wordt gezonden. De spoorstroomloop heeft vier draagfrequenties van 1700, 2000, 2300 en 2600 Hz. De draagfrequenties wisselen elkaar zodanig af dat nooit twee sporen naast elkaar dezelfde draagfrequentie kunnen hebben, en evenmin dat twee opeenvolgende blokken dezelfde draagfrequentie kunnen hebben. Zo wordt voorkomen dat de informatie die via deze draagfrequenties verzonden worden elkaar kunnen beïnvloeden. De TVM-informatie wordt gemoduleerd op frequenties van 10,3 tot 29 hertz. TVM300 kent 18 frequenties en TVM430 kent er 27. Spoelen die voor de eerste as van de trein geplaatst zijn, vangen het signaal op. Dit signaal wordt in de trein omgezet in een seinbeeld dat met een cabinesein aan de treinbestuurder wordt getoond. Lichtseinen langs het spoor zijn niet meer nodig. Wel staan er borden die het begin/einde van een blok aangeven. TVM grijpt in als de trein 10 tot 15 km/h boven de toegestane maximumsnelheid rijdt.
Andere informatie wordt puntsgewijs overgebracht door middel van tien meter lange lussen in het spoor. Het gaat hierbij om codes waardoor de trein automatisch omschakelt naar een andere bovenleidingsspanning en/of de stroomafnemer strijkt voor een spanningsovergang. Ook is er een code waarmee de luchtinlaat van de airconditioning wordt afgesloten, om luchtdrukproblemen in tunnels te voorkomen. Deze functie wordt ook geactiveerd als langs de kerncentrale in het Rhônedal wordt gereden. Omdat de trein de operationele status van de centrale niet kent, wordt uit voorzorg de luchtinlaat afgesloten.

## TVM-seinen

### Cabineseinen

#### Groepen
TVM maakt voornamelijk gebruik van cabineseinen. Deze zijn grofweg in drie groepen onder te verdelen.
Groep V(Voie):
Dit zijn witte cijfers op een groene achtergrond. Met dit sein wordt de baanvaksnelheid getoond. Er geldt een tolerantie van 14 km/h, wat betekent dat bij beeld 300V het systeem ingrijpt als de trein 315 km/h rijdt. Als het beeld knippert is het volgende beeld van groep A.
Groep A(Avertissement):
Dit zijn zwarte cijfers op witte ruiten, een uitzondering hierop is het beeld Zéro. Daarbij zijn de ruiten rood en de cijfers wit. Deze groep wordt gebruikt om remopdrachten te tonen. Als het seinbeeld knippert is het volgende seinbeeld ook van deze reeks, maar is de snelheid lager dan de huidige getoonde snelheid. Als het seinbeeld niet knippert toont het volgende seinbeeld dezelfde snelheid, maar dan uit groep E
Groep E(Excécution):
Dit zijn witte cijfers op een zwarte achtergrond. Een uitzondering hierop is het beeld Rouge, wat drie rode vierkanten met een witte rand naast elkaar zijn. Deze seinbeelden tonen een plaatselijke snelheid lager dan de baanvaksnelheid. Komt vaak voor aan het begin en eind van een met TVM beveiligd gebied, als er en wissel genomen moet worden of als er op een station gehalteerd moet worden. Er geldt bij deze groep een tolerantie van 9 km/h. Als het seinbeeld knippert is het volgende seinbeeld weer van groep A.

#### Ondersteunde snelheden per groep
Voor onderstaande tabel is een trein met een maximale snelheid van 320 km/h als voorbeeld genomen.
| Ondersteunde snelheden | Ondersteunde snelheden | Ondersteunde snelheden |
| V                      | A                      | E                      |
| ---------------------- | ---------------------- | ---------------------- |
|                        | 0                      | 0                      |
|                        | 30                     | 30                     |
|                        | 60                     | 60                     |
|                        | 80                     | 80                     |
|                        | 100                    | 100                    |
|                        | 130                    | 130                    |
| 160                    | 160                    | 160                    |
| 170                    | 170                    | 170                    |
| 200                    | 200                    | 200                    |
| 220                    | 220                    | 220                    |
| 230                    | 230                    | 230                    |
| 270                    | 270                    | 270                    |
| 300                    | 300                    | 300                    |
| 320                    |                        |                        |

### Baanseinen
TVM kent ook enkele baanseinen in de vorm van borden. Er zijn borden geven aan waar de TVM-beveiliging begint en eindigt, en een 'repère' (stopmerkbord) geeft de grens van een 'canton' (blok) aan. Als het TVM-cabinsein 'rouge' (rood) 
toont mag alleen een 'repère franchissable' gepasseerd worden, en dan alleen als de trein na remming even stil gestaan heeft. De trein moet vervolgens een maximumsnelheid 30 km/h aanhouden. Een 'repère non-franchissable' mag niet voorbijgereden worden. 'Franchissable' komt overeen met het Nederlandse begrip 'Permissief'

### Voorbeelden cabineseinen
In onderstaande tabel staan een aantal cabineseinen met hun beschrijvingen
| TVM 300 cabineseinen |                           |                             |                 |                                  |
| Naam | Afbeelding                | Maximumsnelheid             | Maximumsnelheid | Maximumsnelheid                  |
| Naam | Afbeelding                | Huidig                      | Remingreep bij  | Volgend blok                     |
| Rouge, 0E (Exécution 0, Stoppen, einde van de rijweg)                                                                       |                           | Nf bord: 0 km/h             | Nf bord: 0 km/h | 0 km/h or 30 km/h (Nf or F bord) |
| Rouge, 0E (Exécution 0, Stoppen, einde van de rijweg)                                                                       | F bord: 30 km/h           | 35 km/h                     |                 | 0 km/h or 30 km/h (Nf or F bord) |
| Zéro, 0A (Avertissement 0; stoppen voor het volgende blokmarkeringsbord)                                                    |                           | Vorig sein = 160A: 160 km/h | 170 km/h        | 0 km/h or 30 km/h (Nf or F bord) |
| Zéro, 0A (Avertissement 0; stoppen voor het volgende blokmarkeringsbord)                                                    | Vorig sein = 80A: 80 km/h | 90 km/h                     |                 | 0 km/h or 30 km/h (Nf or F bord) |
| 80E (Exécution 80; rijden met maximaal 80 km/h)                                                                             |                           | 90 km/h                     | 80 km/h         | 80 km/h                          |
| 80A (Avertissement 80, snelheid begrenzen tot 80 km/h)                                                                      |                           | 160 km/h                    | 170 km/h        | 80 km/h                          |
| 160E (Exécution 160, rijden met maximaal 160 km/h)                                                                          |                           | 160 km/h                    | 170 km/h        | 160 km/h                         |
| 160A (Avertissement 160; snelheid begrenzen tot 160 km/h)                                                                   |                           | 220 km/h                    | 235 km/h        | 160 km/h                         |
| 220E (Exécution 220; rijden met maximaal 220 km/h)                                                                          |                           | 220 km/h                    | 235 km/h        | 220 km/h                         |
| 220A (Avertissement 220; snelheid begrenzen tot 220 km/h)                                                                   |                           | 270 km/h                    | 285 km/h        | 220 km/h                         |
| 270V (Rijden met maximaal 270 km/h. Bij het volgende blok zal er een snelheidsbegrenzing opgedragen worden)                 |                           | 270 km/h                    | 285 km/h        | 270 km/h                         |
| 270V (Voie 270 km/h; rijden met maximaal 270 km/h. Er zal bij het volgende blok geen snelheidsbegrenzing opgedragen worden) |                           | 270 km/h                    | 285 km/h        | 270 km/h                         |
| 270A (Avertissement 270; snelheid begrenzen tot 270 km/h)                                                                   |                           | 300 km/h                    | 315 km/h        | 270 km/h                         |
| 300V (Rijden met maximaal 300 km/h. Bij het volgende blok zal er een snelheidsbegrenzing opgedragen worden)                 |                           | 300 km/h                    | 315 km/h        | 300 km/h                         |
| 300V (Voie 300 km/h; rijden met maximaal 300 km/h. Er zal bij het volgende blok geen snelheidsbegrenzing opgedragen worden) |                           | 300 km/h                    | 315 km/h        | 300 km/h                         |

### Voorbeelden van opeenvolgende cabineseinen
TVM werkt met blokken van ongeveer twee kilometer. Omdat de remweg van een hogesnelheidstrein ongeveer tien kilometer omvat een normale remweg voor een trein die van 300  tot stilstand moet afremmen vijf blokken. 
- 300V - 270A - 220A - 160A - 080A - Zéro - Rouge

Dit is een gebruikelijke reeks van cabineseinbeelden voor een trein die moet afremmen van 300 km/h tot stilstand. Er wordt daadwerkelijk geremd als het cabinesein de seinbeelden toont die onderstreept zijn. In dit geval betekent 'Rouge' dat de trein maximaal 35 km/h rijdt. Bij dit seinbeeld mag en kan de trein alleen rijden als de trein aan het eind van het blok waarin 'Zéro' werd getoond even stil gestaan heeft en de 'repère' (blokmarkeringsbord) aan het begin van het 'canton' (blok) een 'repère franchissable' was. Het seinbeeld 300V is een aankondiging.
- 300V - 270A - 220A - 160A - Zéro - Rouge

Deze reeks is vergelijkbaar, maar hier ontbreekt het seinbeeld 080A. In dit geval is het eerste blok waarin 'rouge' wordt getoond altijd vrij. Zo'n extra beveiligd blok is altijd aanwezig als TVM een vrij grote laatste snelheidsverminderingsstap kent. Het seinbeeld rouge geeft dan aan dat de trein te ver is doorgeschoten, maar zich nog in een beveiligd bevindt. Het seinbeeld 300V is weer een aankondiging van een remopdracht.
- 320V - 300A - 270A - 230A - 170A - 080A - Zéro

Dit is een gebruikelijke reeks bij TVM 430, als een trein moet afremmen van 320 km/h tot stilstand.
- 300V - 270A - 220A - 160A - 160E - 160E - 300VL

Deze reeks van cabineseinbeelden voor een snelheidsbeperking waarbij niet gestopt hoeft te worden.